# Chiesa di Sant'Antonio Abate (Perugia)
La chiesa di Sant'Antonio abate è un edificio religioso ubicato a Perugia nell'omonimo borgo oggi denominato Corso Bersaglieri, nel rione di Porta Sole.

## Storia
La chiesa risulta documentata già dal 1163 nel diploma di Federico II e come altre antiche chiese perugine fu dipendente dalla Cattedrale e divenne chiesa parrocchiale nel 1285. Nel secolo XV vi si stabilirono i monaci dell’Ordine ospedaliero di Sant’Antonio (Canonici regolari di Sant'Antonio di Vienne nato come confraternita laica in Francia a Bour-Antoine di Vienne). 
Nel 1624 subentrarono i monaci olivetani provenienti dal Monastero di San Secondo dell’isola Polvese del lago Trasimeno e a testimonianza del loro stanziamento si può ancora notare sopra il portale d'ingresso lo stemma degli Olivetani con i tre monti e l’ulivo. Gli olivetani provvidero a dare alla chiesa la forma attuale. In occasione del rifacimento del pavimento nel 1634, fu ritrovata la cripta interrata, dove nel secolo XVIII vi furono traslati centinaia di morti deceduti per una epidemia nel 1766, che provvisoriamente erano stati sepolti fuori le mura. Il monastero fu ampliato nel 1785, ma nel 1831 gli Olivetani si trasferirono nella nuova e grande sede di Montemorcino nuovo e la chiesa fu ceduta ai Monaci Camaldolesi ed infine tornò al Clero secolare. Successivamente il monastero, dopo l’abbandono dei monaci, fu adibito ad abitazioni civili.

## Descrizione

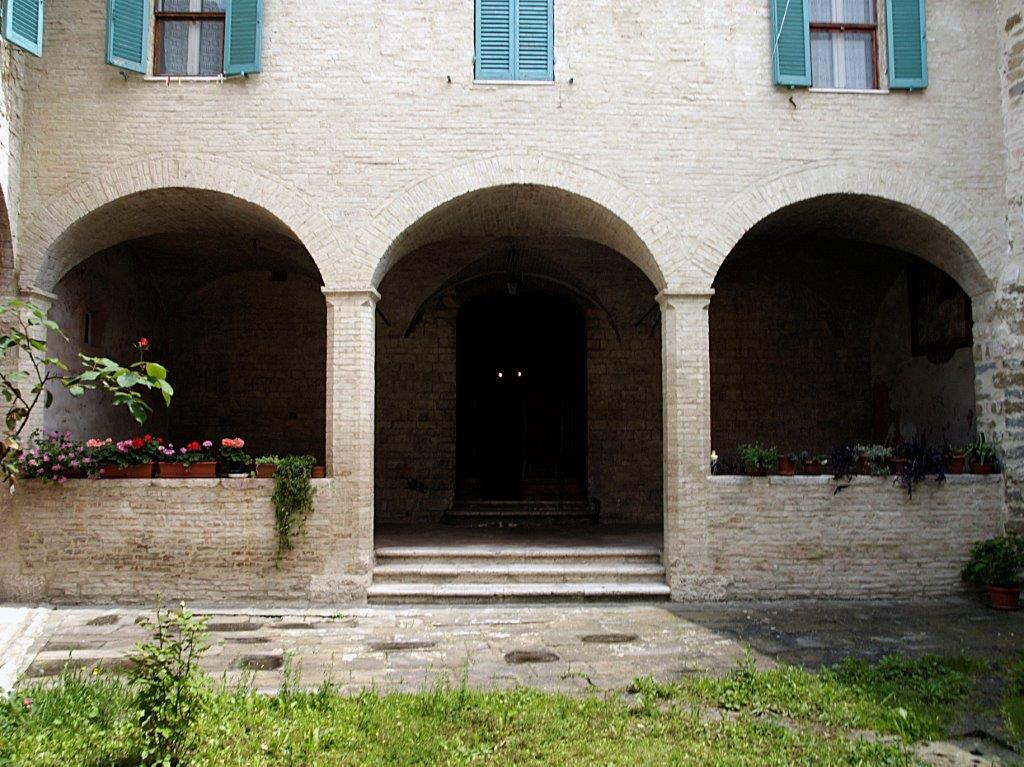
Ingresso della chiesa di Sant'Antonio Abate

Un cortile introduce alla chiesa. In esso, a destra di fronte alla facciata, è un portico tamponato risalente ai primi interventi del XV secolo, periodo a cui risalgono anche le colonne. Il loggiato addossato alla facciata occlusa è invece settecentesco. 

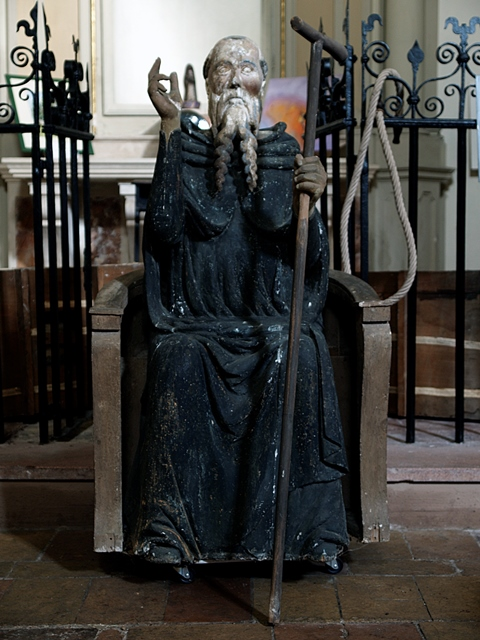
Scultura lignea di Sant Antonio Abate

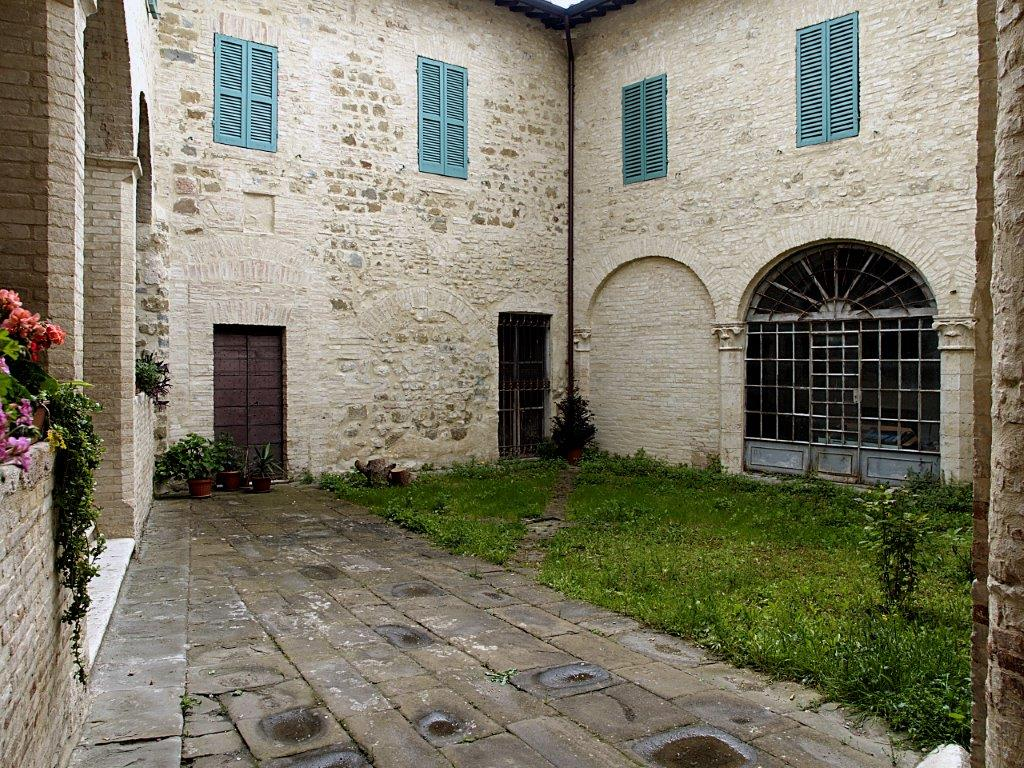
Cortile della chiesa di Sant Antonio Abate

L’interno è ad un'unica navata scandita in cinque campate da lesene. È coperta con volte a botte lunettate dipinte con un cielo stellato. In controfacciata si trova l’antico organo, restaurato dal maestro Eugenio Becchetti, con una bella mostra del 1665 intagliata dal pisano Michele Buti. All’altare destro è una tela di Benedetto Bandiera databile al primo Seicento e raffigurante Santa Francesca Romana e un Angelo. All'altare sinistro, invece, è una tela con l’immagine di Sant'Antonio Abate del pittore perugino Paolo Gismondi risalente alla metà del Seicento.  
Nella parete in fondo al presbiterio, è un affresco del pittore futurista perugino Gerardo Dottori (1930 circa), rappresentante degli  Angeli che si librano in volo sopra ad un paesaggio lacustre. Al centro è l’altare intagliato e dorato sormontato da un Crocifisso ligneo. Nella zona presbiteriale sono quattro tele con i Quattro Evangelisti attribuite a Giovanni Andrea Carlone e databili agli anni sessanta del Seicento, una delle quali, il San Luca, restaurata nel 2023.
  

Nella parete destra del presbiterio è stata collocata anche una lunetta di scuola peruginesca raffigurante L’Eterno benedicente, forse appartenuta alla tavola con la Madonna col Bambino e Santi dipinta per l’altare della chiesa di San Secondo all’lsola Polvese, firmata da Sinibaldo Ibi (1524). La tavola fu inviata a Roma, insieme a molte altre opere, in occasione del loro trasferimento al monastero di Santa Francesca Romana nel XVIII secolo. La lunetta è stata restaurata nel 2021 e ricollocata. 

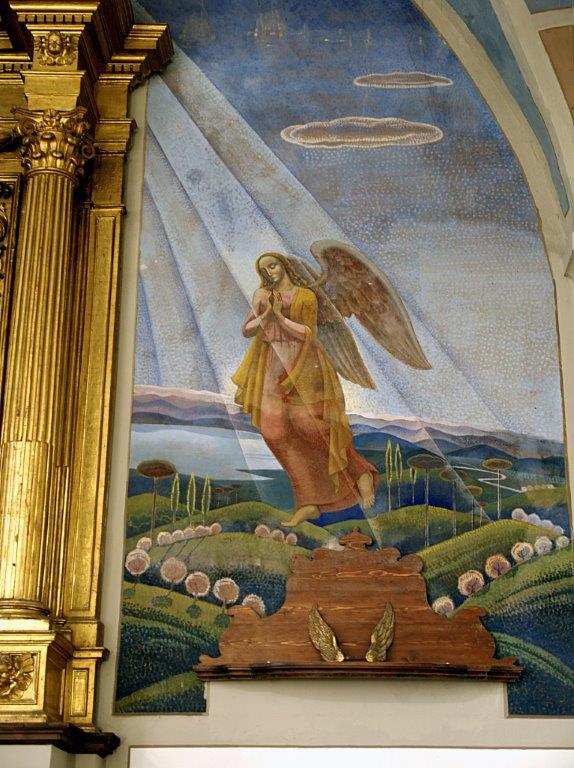
Affresco di Gerardo Dottori - Angelo in volo sopra un paesaggio lacustre

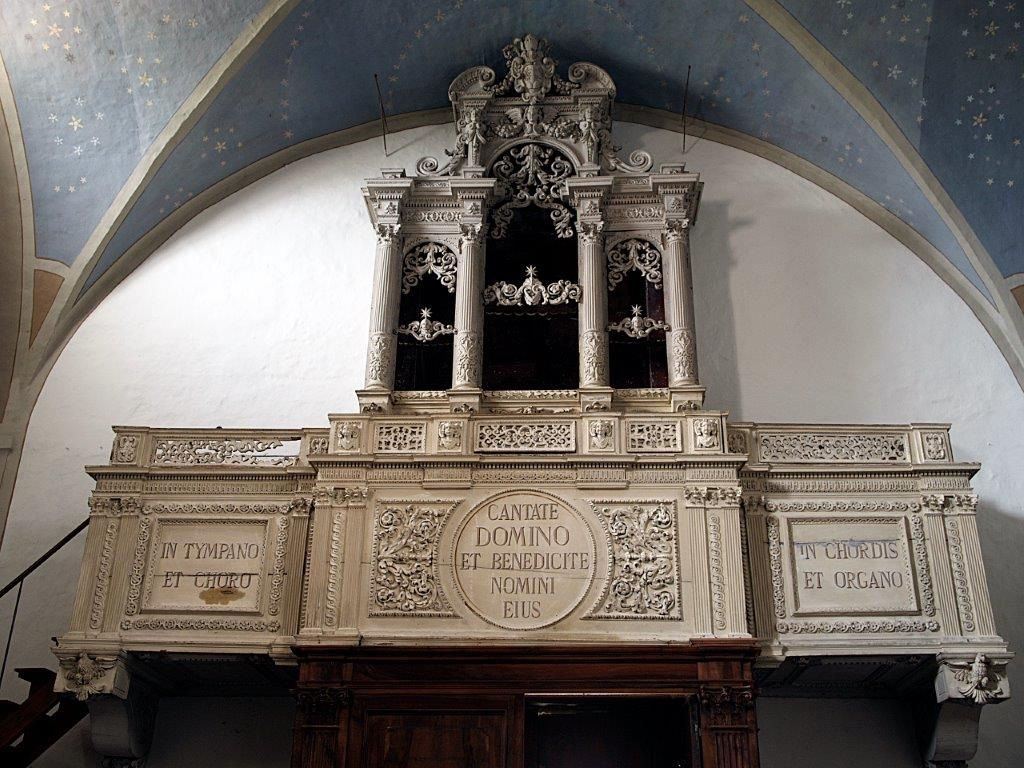
Organo (1665) la mostra è stata intagliata dal pisano Michele Buti.

Nel corridoio che porta alla sacrestia un tempo era il loggiato esterno è la statua lignea processionale di Sant'Antonio Abate, che ancora oggi è visibile dalla strada. La scultura, recentemente restaurata a cura dell'Associazione Rivivi il borgo, rappresenta il santo barbuto con mantello nero e la gruccia a forma di T, divenuta emblema degli Antoniti per le capacità taumaturgiche e terapeutiche del Santo.

### Opere disperse
In chiesa erano altre opere di Giovanni Andrea Carlone, tra cui quelle che erano incastonate nella mostra dell’organo, trasferite dai padri Olivetani nella nuova sede di Montemorcino Nuovo e nel 1822 inviate a Roma insieme ad altri quadri, tra cui la citata tavola di Sinibaldo Ibi, ed altri oggetti preziosi. Molte altre opere nei secoli sono state trafugate o requisite durante le spoliazioni napoleoniche, quali la "Natività" di Giovanni di Pietro detto Lo Spagna, oggi conservata al Louvre. Nel 2017 al suo posto è stata collocata una fotoriproduzione in “ink jet fine art su tela hahnemüle” commissionata e autofinanziata da un gruppo di borgaroli su autorizzazione scritta secondo le norme previste per le riproduzioni Fratelli Alinari – Istituto Edizioni Artistic

### Scultura lapidea del porcellino

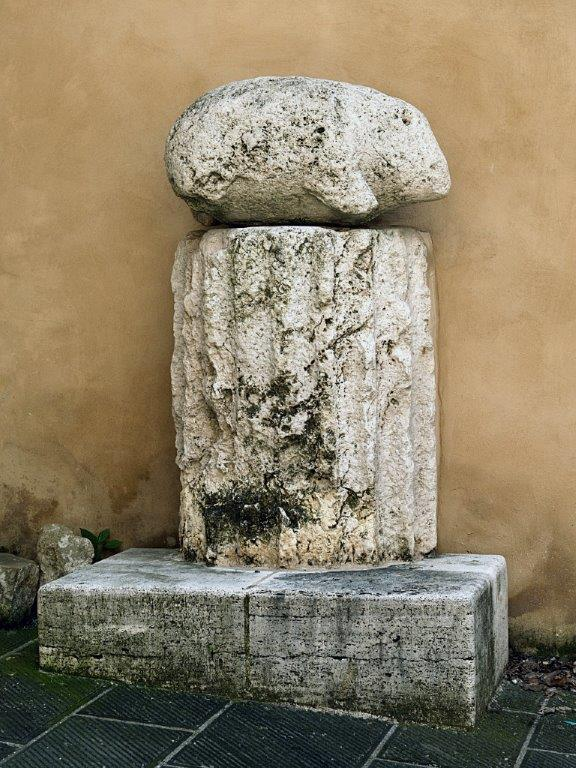
Scltura lapidea del porcellino sopra ad un rocchio di colonna, ubicata nei pressi della chiesa

All’esterno, nella piazzetta lungo il fianco sinistro della chiesa, su un rocchio di colonna antica, è posta la scultura in pietra di un porcellino (secolo XV), simbolo importante nell’iconografia tradizionale di Sant'Antonio. Infatti il porcello, insieme al tau, è riconducibile alla funzione terapeutica del lardo di maiale, usato come base di unguenti insieme ad altre erbe, per la cura dell’ergotismo (intossicazione alimentare prodotta dagli alcaloidi di segale cornuta o di altri cereali, in francese ergot Claviceps purpurea#Ergotismo), detto volgarmente “Fuoco sacro o di S. Antonio”. I maiali, assegnati ai monaci anche per il loro sostentamento, erano lasciati pascolare nel terreno comune e contrassegnati dal simbolo T, lo stesso che i monaci portavano cucito nell’abito.
Il giorno della festa del Santo, il 17 gennaio, i borgaroli tramandano che una “sfregatina” alla pietra sia di buon auspicio per tutto l’anno.

## Aperture
La chiesa viene aperta per le celebrazioni liturgiche ed ogni anno durante la Festa di Sant'Antonio, il 17 gennaio, con la tradizionale benedizione degli animali. Viene aperta anche per altre ricorrenze come quella del 14 settembre, Ingresso dei bersaglieri dalla Porta Sant’Antonio, ed il 24 giugno, festa di San Giovanni Battista, contemporaneamente all'apertura degli oratori del Borgo della Confraternita di Giovanni Battista, della Confraternita di Sant'Antonio Abate. La chiesa inoltre è utilizzata per iniziative di carattere culturale e per concerti promossi dall'associazione di quartiere Rivivi il Borgo di Sant Antonio Abate.